# Birkenhügel
Birkenhügel település Németországban, azon belül Türingiában. Lakosainak száma 364 fő (2017. december 31.). Birkenhügel Gefell és Bad Lobenstein községekkel határos.

## Népesség
A település népességének változása:

| 2014 | 392 |
| 2017 | 364 |